# Île de Nottingham
L’île de Nottingham (en inuktitut : « Tujjaat ») est une île inhabitée de la région de Qikiqtaaluk au Nunavut au Canada.

## Géographie
Elle est située dans le détroit d'Hudson, juste au nord de l'entrée de la baie d'Hudson.
|  |

## Histoire
L'île de Nottingham doit son nom à l'explorateur anglais Henry Hudson qui la baptisa ainsi lors de sa découverte, en 1610.
En 1884, une station météorologique y fut installée. 
En 1927, un aérodrome fut construit dans le cadre d'un programme d'observation des glaces de la baie d'Hudson. 
L'île fut désertée en octobre 1970 lorsque les résidents Inuit émigrèrent vers de plus grandes villes, principalement Cape Dorset.

## Faune
L'île est connue pour son importante population de morses.

## Personnalités
L'île de Nottingham est le lieu de naissance de l'artiste Pitseolak Ashoona et du photographe Peter Pitseolak.

## Webographie
- L'Atlas du Canada : îles marines